# Robert Prosky
Robert Prosky (Philadelphia, 13 december 1930 – Washington D.C., 8 december 2008) was een Amerikaans acteur van Poolse afkomst.

## Biografie
Robert Prosky werd geboren in Philadelphia (Pennsylvania) in een arbeidersmilieu als zoon van Joseph Porzuczek en Helen Kuhn. Zijn ouders hadden een slagerij en kruidenierszaak. Hij studeerde economie aan de Temple University in Philadelphia en werkte een tijdlang als boekhouder terwijl hij een acteeropleiding volgde.
Hij stond meer dan twintig jaar op het podium als karakteracteur in de Arena Stage in Washington. Prosky werd in 1984 genomineerd voor een Tony Award voor Beste Acteur voor zijn vertolking van Shelly Levene in de Broadway-productie van Glengarry Glen Ross. De filmcarrière van Prosky begon in 1981 met een rol als gangsterbaas in Thief. Daarna speelde hij nog in tal van andere films, met grotere bijrollen in onder andere Dead Man Walking, Gremlins 2: The New Batch en Mrs. Doubtfire. Naast zijn theater- en filmwerk was Prosky vooral bekend van zijn rol als Sgt. Stan Jablonski in de televisieserie Hill Street Blues. 
Prosky trouwde in 1960 met Ida Hove. Het koppel kreeg drie zonen, Stefan, John en Andrew, waarvan de laatste twee eveneens acteur zijn. Hij overleed enkele dagen voor zijn 78ste verjaardag aan complicaties na een hartoperatie.